# Třída Thyella
Třída Thyella byla třída torpédoborců řeckého námořnictva. Celkem byly postaveny čtyři jednotky této třídy. Ve službě byly v letech 1907–1945. Od prosince 1916 do prosince 1918 byly torpédoborce obsazeny francouzskými vojáky a do konce první světové války byly provozovány francouzským námořnictvem. Torpédoborec Nafkratoussa v roce 1921 ztroskotal a torpédoborec Thyella za druhé světové války potopila německá Luftwaffe. Torpédoborec Sfendoni unikl z okupovaného Řecka a pokračoval ve službě v rámci britské Středomořské floty.

## Stavba
Čtyři torpédoborce této třídy byly objednány v britské loděnice Yarrow. Do služby byly přijaty v letech 1906–1907.
Jednotky třídy Thyella:
| Jméno        | Zahájení stavby | Spuštění na vodu | Zařazena do služby | Status |
| ------------ | --------------- | ---------------- | ------------------ | --- |
| Thyella      | 1905            | 1907             | 1907               | V prosinci 1916 obsazen Francií, provozován pod francouzskou vlajkou, vrácen v prosinci 1918. Dne 21. dubna 1941 potopen poblíž přístavu Pireus německým letectvem. |
| Nafkratoussa | 1905            | 1906             | 1906               | V prosinci 1916 obsazen Francií, provozován pod francouzskou vlajkou, vrácen v prosinci 1918. V březnu 1921 ztroskotal na ostrově Milos.                            |
| Lonchi       | 1905            | 1907             | 1907               | V prosinci 1916 obsazen Francií, provozován pod francouzskou vlajkou, vrácen v prosinci 1918. Vyřazen 1926. Do šrotu prodán 1931.                                   |
| Sfendoni     | 1905            | 1907             | 1907               | V prosinci 1916 obsazen Francií, provozován pod francouzskou vlajkou, vrácen v prosinci 1918. Vyškrtnut 1945. Sešrotován.                                           |

## Konstrukce

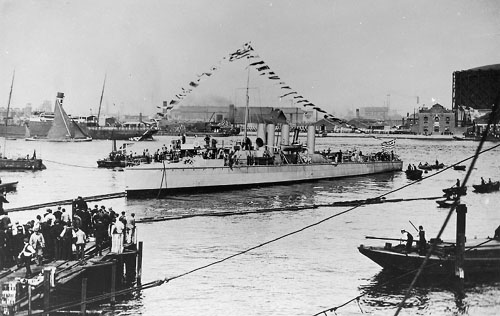
Thyella po spuštění na vodu v loděnici Yarrow

Výzbroj představovaly dva 76mm/51 kanóny Hotchkiss, čtyři 57/59mm kanóny Hotchkiss a dva jednohlavňové 457mm torpédomety. Pohonný systém tvořily čtyři kotle Yarrow a dva parní stroje o výkonu 6000 hp, pohánějící dva lodní šrouby. Torpédoborce měly čtyři komíny. Nejvyšší rychlost dosahovala 30 uzlů. Neseno bylo 88 tun uhlí. Dosah 1200 námořních mil při rychlosti patnáct uzlů.

### Modernizace
V letech 1926–1928 Thyella a Sfendoni prošly modernizací v řecké loděnici Salamis v Pireu. Původní hlavňovou výzbroj nahradily dva 88mm kanóny a jeden 40mm kanón. Oba 457mm torpédomety zůstaly zachovány.
Torpédoborec Sfendoni dostal po zapojení do činnosti Středomořské floty novou hlavňovou výzbroj dvou 76mm kanónů a tří 20mm kanónů.